# Anna P. Wedekind-Pariselle
Anna Paula Wedekind-Pariselle, geborene Wedekind (geboren am 13. Januar 1890 in Berlin; gestorben am 27. November 1979 ebenda) war eine deutsche Modejournalistin, Ratgeber- und Kinderbuchautorin.

## Leben und Wirken
Anna Paula Wedekind war die Tochter des Direktors Karl Ignaz Gustav Wedekind und seiner Ehefrau Paula Albertine Johanne geb. Wentzel.
1923 heiratete sie in Berlin den Kaufmann und Hauptmann a. D. Antonie Eugine Albert Pariselle (1890 Berlin – 1940 Berlin).
Wedekind-Pariselle begann in den 1920er Jahren für den Ullstein Verlag zu arbeiten und veröffentlichte Modeartikel in der Berliner Zeitschrift Die Dame, wo sie später Chefredakteurin für die Rubik Mode wurde. Nach 1933 tauchte ihr Name wie auch der anderer Journalistinnen in Die Dame nicht mehr auf. Neben Julie Elias, Ruth Goetz und Elsa Herzog schrieb sie auch für die Zeitschrift Mode-Notizen, die ebenfalls im Ullstein Verlag erschien und wie Die Dame geschmacksbildend für die Mode in der Weimarer Republik war. Ab 1927 finden sich Artikel von ihr in der Zeitschrift Modenschau im Verlag Gustav Lyon, 1934 auch Leitartikel unter ihrem Geburtsnamen Anna P. Wedekind.
Nach dem Ende des Zweiten Weltkriegs veröffentlichte sie im neuen Chery Verlag in Ost-Berlin und dessen Nachfolger Evers-Krenz-Verlag zwei Kinderbücher, gründete mit sowjetischer Lizenz die Zeitschrift Berlins Modenblatt und war noch fast ein Jahrzehnt als Moderedakteurin tätig.
Sie starb 1979 im Alter von 89 Jahren in Berlin.

## Buchveröffentlichungen (Auswahl)
- Haushaltratgeber. Ein Helfer in vielen Nöten, Jungnitsch, Berlin [ohne Jahr]
- Hilf dir selbst. Ein Ratgeber in allerlei Haushaltsfragen, Jungnitsch, Berlin 1935
- Sparsame Kochkunst. Ein Handbuch für Hausfrauen, 1936

Kinderbücher
- Bunte Reise im Kreise, 1946
- Es schlägt die Uhr – wie spät ist's nur?, 1947